# Kloster Mariaberg

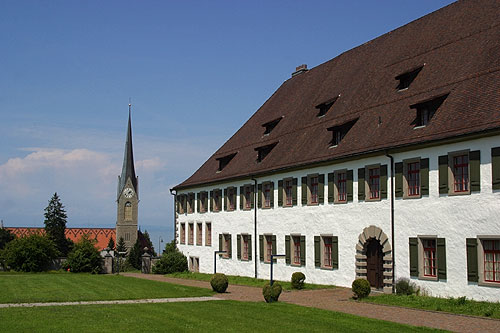
Kloster Mariaberg

Mariaberg ist ein ehemaliges Benediktinerkloster in Rorschach und ein Kulturgut von nationaler Bedeutung.

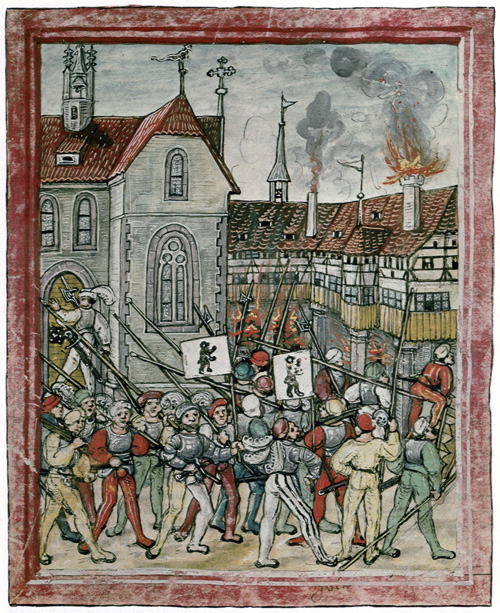
Überfall auf das Kloster Mariaberg

## Lage
Das Gebäude steht auf einer Geländeterrasse südlich der Stadt Rorschach mit Blick über diese und in die Bodensee-Landschaft.

## Geschichte

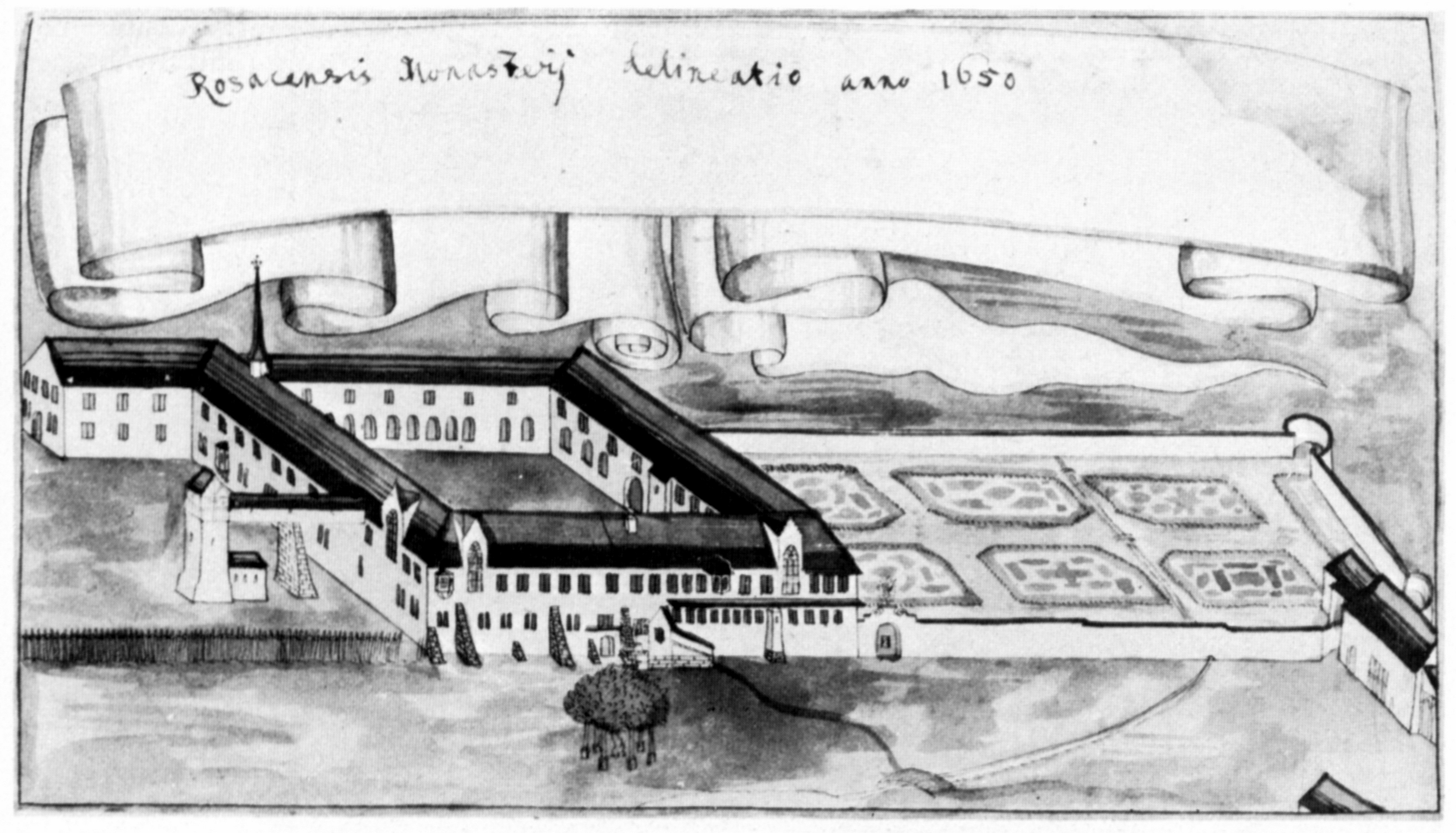
Gabriel Bucelinus: Ansicht des Klosters Mariaberg um 1650

Der ursprüngliche Bau war als Verlegung des Klosters St. Gallen nach Rorschach geplant. So sollte den anhaltenden Spannungen mit der Stadt St. Gallen ausgewichen werden. 1483 willigte der Mönchskonvent in die Verlegung ein. Anzunehmen sei, dass die Niederlassung in St. Gallen nicht gänzlich aufgegeben worden wäre. Der Bau war konzipiert als Festung und ausgestattet mit Mauern, Türmen, Gräben und Zugbrücke. Er sollte ein Machtzeichen setzen.
Die mit dem Beginn des St. Gallerkrieg 1485 begonnenen Arbeiten wurden jedoch 1488 zunächst zerstört. Im sogenannten Klosterbruch zerstörten Stadtsanktgaller, die mit ihnen verbündeten Appenzeller und zahlreiche Gotteshausleute die bereits geweihte Dreiflügelanlage. Die Anlage in Mariaberg wurde dann 1497–1518 als Benediktinerkloster fertiggestellt aufgrund der Reformation aber nie als solches bezogen.
Die von dem Münchner Bildhauer Erasmus Grasser als Baumeister geplante Anlage in Mariaberg gilt als „die mächtigste spätgotische Klosteranlage der Schweiz“.
Die Gebäude dienten dem Kloster St. Gallen als Statthalterei. Es wurden bauliche Umgestaltungen mit barocken Ausstattungen zu einer fürstlich geprägten Residenz. Nach Aufhebung des Klosters St. Gallen 1803 wechselte die Anlage mehrmals die Hand. 1866 kaufte der Kanton St. Gallen Mariaberg und richtete das kantonale Lehrerseminar ein. 1969–1978 wurde der Südflügel, wo einst die Kirche geplant war, ausgebaut.
Heute beherbergt es die Pädagogische Hochschule des Kantons St. Gallen sowie eine Gemeinnützige Stiftung zur Förderung der Lehrerinnen- und Lehrerbildung.